# 迪克西猶尼昂 (喬治亞州)
迪克西猶尼昂（英語：Dixie Union）是位於美國喬治亞州韋爾縣的一個非建制地區。該地的面積和人口皆未知。

## 地理
迪克西猶尼昂的座標為31°20′22″N 82°27′47″W / 31.33944°N 82.46306°W，而該地的平均海拔高度為48米（即157英尺）。